# Werner Sombart
Werner Sombart (19. ledna 1863, Ermsleben – 18. května 1941, Berlín) byl německý sociolog, historik a ekonom. Sombart je řazen ke stejné generaci jako Max Weber. V době svého působení patřil mezi nejvýznamnější, nejvlivnější, ale také nejkontroverznější německé sociology.
Během svého života se zabýval především vznikem a povahou kapitalismu, jeho raným vývojem i zralou fází.
Sombartovo dílo nepatří do hlavního „kánonu“ sociologické literatury, mimo jiné i kvůli příklonu k národnímu socialismu a antisemitským tendencím v závěru jeho života.

## Život
Werner Sombart se narodil 19. ledna 1863 v německém Ermslebenu do rodiny bohatého a vlivného velkostatkáře, průmyslníka, národně sociálního politika a poslance říšského sněmu Antona Ludwiga Sombarta. a jeho druhé manželky, dcery rumunského univerzitního profesora, Coriny Leon (1892-1970.) Díky postavení jeho otce bylo Sombartovi umožněno studovat zároveň práva a ekonomii na vysokých školách v Německu i v zahraničí. Vystudoval na univerzitách v Pise, Berlíně a v Římě. Doktorský titul obdržel v roce 1888 v Berlíně.

### Kariéra
Po studiích Sombart usiloval o post profesora na Berlínské univerzitě (od roku 1949 Humboldtova univerzita). Kvůli sympatiím se socialistickým hnutím mu to dlouho nebylo umožněno. Profesorem pro hospodářství a státovědu se stal teprve až v roce 1917. 
Předtím (od roku 1906) učil na vysoké škole obchodní v Berlíně.
Spolu s kolegy Maxem Weberem a Edgarem Jaffé vedl redakci časopisu Archiv pro sociální vědu a sociální politiku, ve kterém Max Weber publikoval svůj slavný text Protestantská etika a duch kapitalismu.

## Dílo

### Myšlenky a názory
V rané fázi své kariéry se přikláněl k socialismu. Ještě v roce 1896 o něm přednášel v Curychu. Tyto přednášky byly později přeloženy do 20 jazyků. Tento příklon dokládá i jedna z jeho prvních odborných publikací Socialismus a sociální hnutí v 19. století z roku 1896 (v pozdějších letech však často a výrazně přepracovávána).
Sombart zastával ve své době nepopulární názor, že pro zkoumání sociologie je důležitější vnitřní empatické porozumění, spíše než vnější „objektivní“ poznání. Odporoval tedy pozitivistické tradici budovat sociologii jako exaktní vědu (jak to činili například Émile Durkheim nebo August Comte). V tomto ohledu si byl do jisté míry názorově blízký s Maxem Weberem. Podobně jako Weber také klade důraz na „ducha doby“.
Současníky byl kritizován za nedostatečnost odborného výzkumu, účelové zacházení s fakty, někdy až primitivnost analytických metod.

### Teorie vzniku kapitalismu
Podstatnou část svého profesního života Sombart zasvětil zkoumání vývoje kapitalismu. Přestože byl v přístupu k historii do velké míry ovlivněn učením Karla Marxe (dle Bedřicha Engelse byl dokonce "prvním německým sociologem, který vynaložil úsilí, aby pochopil Marxe"), jeho konečný přístup při zkoumání historie společnosti je od toho Marxova odlišný. Za vznikem kapitalismu tedy nehledal dialektiku výrobních sil a vztahů, vedoucí k vytvoření výrobního způsobu. Hnacím motorem vývoje je dle Sombarta proměna jisté formy étosu – vnitřního ducha ekonomické epochy a systému. S ideou „ducha doby“, stojícího v pozadí společenského vývoje, přišel o něco dříve než Weber, se kterým tento názor sdílí.
Podobně jako Weber tvrdil, že kapitalismus jako hospodářský systém vznikl díky změně psychiky a vnímání v ekonomické oblasti. Tato změna byla dle něj umožněna nahrazeních tradičního venkovského způsobu života městským stylem svobodného usilování o peněžní zisk s důrazem na výkonnost.
S Weberem se rozcházel v názoru, jaká část společnosti měla při vzniku kapitalismu výchozí roli. Kde Weber zdůrazňoval roli protestantské etiky, připisoval Sombart úlohu především Židům.
Židy považoval za nositele kapitalistického ducha kvůli jejich psychickým vlastnostem. Racionalita, šetrnost, podnikavost, potřeba zbohatnou, ale i zkušenost Židů s provozováním finančních služeb (především ve středověké bigotně katolické Evropě) sehrály dle Sombarta důležitou roli. 
Za další faktory, bez kterých by rozvoj kapitalismu nebyl možný, považoval rozvoj a vznik institucí moderního státu, rozvoj technologických a platebních prostředků. Obdobně jako Weber viděl velký význam v rozšíření technik podvojného účetnictví. V této oblasti připsal velkou roli italským renesančních obchodníků.
První náznaky kapitalismu lze dle Sombarta vypozorovat v Itálii od 13. století. Raná fáze kapitalismu jakožto systému se dle něj ustavuje v 16. a 17. století, rozvinutější fázi kapitalismu datuje od konce 18. století.
Kapitalistický systém Sombart ale také kritizoval. Dominantní pozornost k sledování a maximalizaci zisku, kterou v kapitalismu pozoroval, považoval za dehumanizující tendence. (Podobnou diagnózu později aplikoval na socialismus.)

### Proč není ve Spojených státech socialismus?
Stejnojmenné Sombartovo dílo (v originále Warum gibt es in den Vereinigten Staaten keinen Sozialismus?) vyšlo v roce 1906 v německém Tübingenu. Zaměřil se v něm především na porovnávání situace dělnické třídy v Německu s tou ve Spojených státech amerických. Esej se opírá o bohatý statistický materiál.
Ze Sombartovy argumentace vyplývá trojice možných důvodů:
1. životní úroveň německého dělníka je dvou- až trojnásobně nižší než životní úroveň průměrného dělníka v USA. Dělník s vyšší životní úrovní dle něj nemá „materiální důvod“ pro revoluční či reformní tendence.[2][5]
2. ve Spojených státech není do takové míry ve společnosti ukotven neformální systém třídní bariéry, jako je tomu v Evropě. Sociální žebříček je zde mnohem přístupnější a otevřenější změnám v pracovním postavení jednotlivců. Americký přístup Sombart popisoval slovy: „o hodnotě jedince rozhoduje ne to, kým je, a ještě méně kým byli jeho rodiče, ale to, co dokáže sám udělat, dosáhnout“.[2]
3. příčinu Sombart nalezl i v odlišnosti politických systému Evropy (dle něj v zásadě autoritářské) a Spojených států amerických („svobodnější“, evropští imigranti si nabytých svobod dokážou více vážit). Dle Sombarta je americký dělník oddán svému kapitalismu, prožívá jej srdcem, ba skoro miluje.[2]

Pro ekonomické historiky je zvláště hodnotná část zabývající se srovnáním kupní síly německé marky a amerického dolaru. Kupní síla těchto měn byla dle Sombarotvých zjištění odlišná - zatímco v nízkopřijímových třídách se jeden dolar rovnal čtyřem německým markám, ve skupinách s vyššími příjmy (kde vstupuje do hry např. luxusní zboží) byla kupní síla marky a dolaru víceméně jedna ku jedné.
Sombart dále porovnal podmínky a ceny bydlení, ceny a kvalitu jídla, paliva, etc. Došel k závěru, že platy byly ve Spojených státech dvou- až trojnásobně vyšší než v Německu, přitom však většina srovnávaných položek měla po přepočtu cenu podobnou.

### Pozdější fáze a příklon nacionalismu
Od počátku 20. století lze u Sombarta pozorovat postupný odklon od socialismu. Předmětem kritiky socialistického hnutí je především jeho jednostranný materialismus. Přístupem je jeho kritika socialismu podobná jeho kritice kapitalismu.
V závěru života se Werner Sombart naopak přiklání k německému národnímu socialismu. Nacisty však nikdy plně přijat nebyl. Jeho poslední dílo Člověk (1938) se setkalo s tvrdou kritikou, neboť v něm odmítá rasovou doktrínu.

### Výběr z díla
- - Socialismus a sociální hnutí 19. století (1896) (v přepracovaném, 10. vydání r. 1924 pod názvem Proletářský socialismus; poslední vydání roku 1934 jako Německý socialismus)
  - Der moderne Kapitalismus[6] (1902), Moderní kapitalismus (v přepracovaném, 2. vydání r. 1916)
  - Ideály sociální politiky (1904)
  - Proč není ve Spojených státech socialismus? (1906)
  - Židé a moderní kapitalismus (1911)
  - Umělecký průmysl a kultura (1912)
  - Buržoa (1913)
  - Člověk (1938)